# Sonatas em Lá Maior K181
Sonatas em Lá Maior K181 são sonatas para teclado de estilo peculiar reconhecível de imediato do compositor italiano Domenico Scarlatti, apesar de sua forma binária bem simples. A despeito da similaridade de tom e andamento (Allegro) e o uso de motivos repetidos, o caráter dessas duas peças distingue-se nitidamente. Enquanto K181 é marcada pela repetição de acordes incrivelmente dissonantes, K182 é mais ágil e próxima da dança, com grandes arpejos saltitantes.